# Corrado Pani
Corrado Pani (Roma, 4 marzo 1936 – Roma, 2 marzo 2005) è stato un attore e doppiatore italiano.

## Biografia
Di origini sarde, nasce a Roma secondogenito (dopo la sorella Enrica) dai cagliaritani Enrico Carlo Pani, detto Carletto, ufficiale dei carabinieri, e Maria Zuddas insegnante. Esordisce ai microfoni della Radio Vaticana nel 1949 interpretando il ruolo di Gesù bambino. Celebre doppiatore, ha prestato la sua voce soprattutto a Dean Stockwell nel film Kim, Vic Morrow nel film Il seme della violenza e a Rod Taylor nel film Il gigante, ma anche a Gérard Depardieu in un film di Giuseppe Tornatore del 1994, Una pura formalità, a Fabio Testi protagonista di Addio fratello crudele di Giuseppe Patroni Griffi da John Ford, nonché al personaggio di Peter Pan nel primo doppiaggio del film d'animazione Le avventure di Peter Pan. Per la televisione, ha doppiato Erland Josephson, protagonista della serie televisiva Scene da un matrimonio, scritta e diretta da Ingmar Bergman.

### Radio Rai

Corrado Pani a 13 anni negli studi di Radio Rai (1949)

Partecipa giovanissimo, dal 1948, ad alcune trasmissioni radiofoniche del dopoguerra in programmi dedicati ai ragazzi, nel 1949-1950 fa parte del programma mattutino giornaliero Casa serena, dedicato alle donne e alle famiglie, legge le lettere degli ascoltatori e le relative risposte.
Nel 1951 entra a far parte della Compagnia di Prosa della Rai di Roma, come giovane attore, lavora a diversi radiodrammi e commedie, anche se in parti secondarie, con registi come Anton Giulio Majano e Guglielmo Morandi.

### Cinema, teatro e televisione
Per il cinema, in cui esordisce nel 1953 (Il viale della speranza), ha lavorato anche con registi del calibro di Luchino Visconti, Valerio Zurlini, Nanni Loy e Mauro Bolognini, caratterizzando personaggi per lo più di secondo piano. La sua ultima interpretazione risale al 2002, nel film Pinocchio di Roberto Benigni.
Sul palcoscenico esordisce nel 1955 come attor giovane, con Tè e simpatia di Maxwell Anderson diretto da Luigi Squarzina, dove costruisce il cliché del personaggio del giovanotto biondo, affascinante e di non specchiata moralità, che lo accompagnerà per diverso tempo. Raggiunge la piena maturità artistica verso la fine degli anni cinquanta, sotto la direzione di Luchino Visconti, con testi di Arthur Miller e Ketti Frings, poi negli anni sessanta, diretto da Luca Ronconi ai suoi esordi nelle recite goldoniane messe in scena nel cortile del Palazzo ducale di Urbino, quindi con Giorgio Strehler al Piccolo Teatro di Milano.

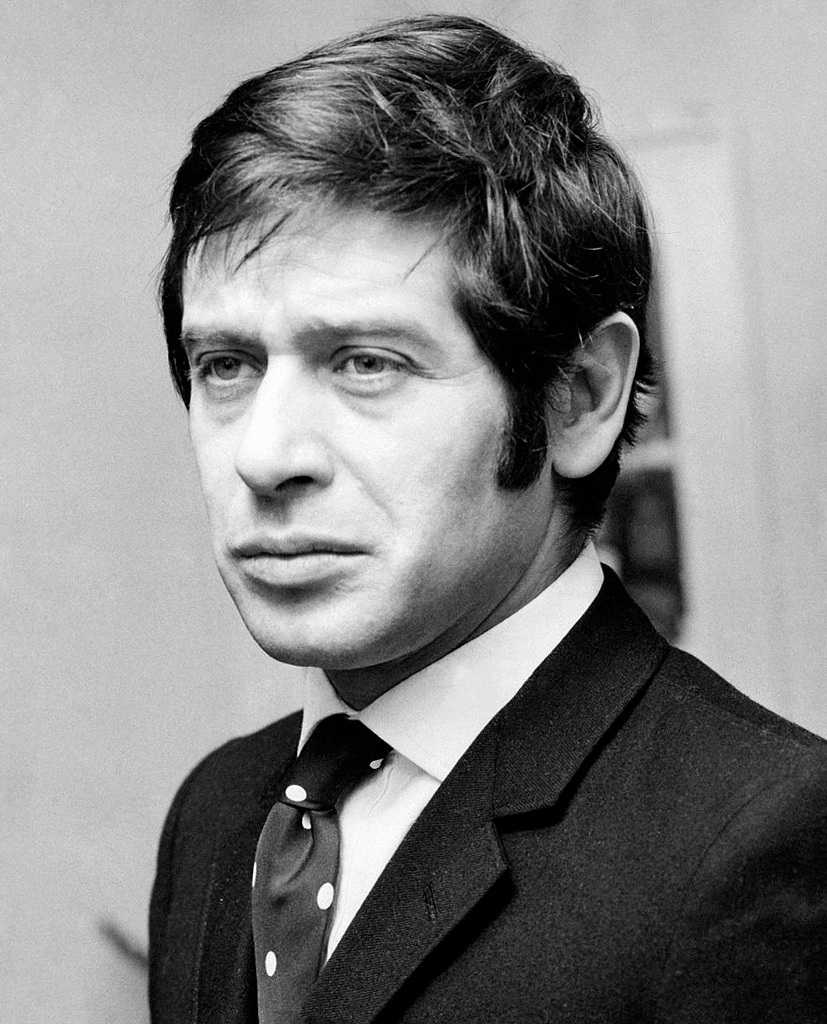
Corrado Pani nel 1968

Negli anni settanta fu protagonista di alcuni spettacoli sotto la direzione di Aldo Trionfo al Teatro Stabile di Torino, primo fra tutti Il signor Puntila e il suo servo Matti di Brecht, accanto a Tino Buazzelli, dove interpretava in maniera spigliata il servo in livrea inappuntabile, costantemente impegnato a lucidare la lussuosa automobile del padrone, poi nel Peer Gynt di Ibsen, dove recitava su un cavallo a dondolo.
Negli anni ottanta e novanta si riconfermò attore di vaglia in diversi spettacoli, ancora con Ronconi e con Maurizio Scaparro, nel classico di Anton Čechov Il gabbiano, portato in tournée per tre anni, dal 1998 al 2000. L'ultima sua apparizione, nel 2004, fu nella pièce Visiting Mr Green di Jeff Baron, recitata sino a pochi giorni prima della morte.
Nel 1960 si aggiudicò il prestigioso premio Maschera d'argento.
In televisione esordì nel 1954, partecipando al primo sceneggiato italiano, Il dottor Antonio diretto da Alberto Casella, ma la grande popolarità arrivò negli anni sessanta e settanta con le numerose riduzioni di classici della letteratura, con Anton Giulio Majano, Daniele D'Anza e soprattutto con Sandro Bolchi.

Corrado Pani con Gloria Guida sul set de La minorenne (1974)

Le sue interpretazioni più celebri sono nel 1963, con la trasposizione del romanzo di Riccardo Bacchelli Il mulino del Po, per il quale ricevette un premio come attore televisivo dell'anno, quindi nel 1969 ne I fratelli Karamazov, tratto dal romanzo di Dostoevskij, dove interpretò Dimitri con intensità e lo rese celebre presso il pubblico televisivo e particolarmente amato da quello femminile. Molto popolare anche la sua interpretazione televisiva di Bel Ami, simpatica canaglia che si addiceva molto al temperamento di Pani. Le sue ultime apparizioni furono al cinema nel 2002, nel Pinocchio di Benigni nei panni di un giudice che arresta il burattino, e in televisione l'anno dopo, quando recitò in un episodio della mini-serie intitolata Un caso di coscienza diretta da Luigi Perelli. Nel 1989 partecipa al suo unico varietà televisivo, Finalmente venerdì, accanto a Johnny Dorelli, Gloria Guida e Heather Parisi.

## Vita privata
Negli anni sessanta, dalla sua chiacchierata unione sentimentale con la cantante Mina (che all'epoca provocò uno scandalo di notevoli proporzioni, poiché l'attore era già sposato dal 1959 con la collega Renata Monteduro) nacque il figlio Massimiliano, conosciuto e apprezzato arrangiatore e compositore musicale, nonché presentatore televisivo. Dopo il divorzio dalla Monteduro, si sposò una seconda volta nel 1997 con Nadia Srebernik.
Muore a Roma il 2 marzo 2005, dopo una lunga malattia, due giorni prima di compiere 69 anni; lo stesso anno gli viene assegnato, postumo, il Premio Gassman alla carriera. Riposa presso il Cimitero del Verano.

## Filmografia

### Cinema
- Il viale della speranza, regia di Dino Risi (1953)
- I pinguini ci guardano, regia di Guido Leoni (1953)
- A sud niente di nuovo, regia di Giorgio Simonelli (1956)
- Terrore sulla città, regia di Anton Giulio Majano (1956)
- Città di notte, regia di Leopoldo Trieste (1957)
- Le notti bianche, regia di Luchino Visconti (1957)
- I dritti, regia di Mario Amendola (1957)
- Erode il grande, regia di Arnaldo Genoino (1959)
- Guardatele ma non toccatele, regia di Mario Mattoli (1959)
- Le notti dei teddy boys, regia di Leopoldo Savona (1959)
- Genitori in blue-jeans, regia di Camillo Mastrocinque (1960)
- I piaceri del sabato notte, regia di Daniele D'Anza (1960)
- Via Margutta, regia di Mario Camerini (1960)
- Sotto dieci bandiere, regia di Duilio Coletti (1960)
- Rocco e i suoi fratelli, regia di Luchino Visconti (1960)
- Il sepolcro dei re, regia di Fernando Cerchio (1960)
- Il peccato degli anni verdi, regia di Leopoldo Trieste (1960)
- Le vergini di Roma, regia di Carlo Ludovico Bragaglia e Vittorio Cottafavi (1961)
- La ragazza con la valigia, regia di Valerio Zurlini (1961)
- Un giorno da leoni, regia di Nanni Loy (1961)
- La monaca di Monza, regia di Carmine Gallone (1962)
- Whisky a mezzogiorno, regia di Pasquale Vincenzo Oscar De Fina (1962)
- Una regina per Cesare, regia di Piero Pierotti (1962)
- Bora Bora, regIa di Ugo Liberatore (1968)
- Interrabang, regia di Giuliano Biagetti (1969)
- Matalo!, regia di Cesare Canevari (1970)
- Gli ordini sono ordini, regia di Franco Giraldi (1972)
- Ancora una volta prima di lasciarci, regia di Giuliano Biagetti (1973)
- Testa in giù... gambe in aria, regia di Ugo Novello (1973)
- La notte dell'ultimo giorno, regia di Adimaro Sala (1973)
- Anna, quel particolare piacere, regia di Giuliano Carnimeo (1973)
- Fatti di gente perbene, regia di Mauro Bolognini (1974)
- La minorenne, regia di Silvio Amadio (1974)
- La città gioca d'azzardo, regia di Sergio Martino (1975)
- Labbra di lurido blu, regia di Giulio Petroni (1975)
- Dove volano i corvi d'argento, regia di Piero Livi (1977)
- Il gatto dagli occhi di giada, regia di Antonio Bido (1977)
- Francesca è mia, regia di Roberto Russo (1986)
- 'O re, regia di Luigi Magni (1989)
- Pinocchio, regia di Roberto Benigni (2002)

### Televisione
- La signora Rosa, di Sabatino Lopez, regia di Anton Giulio Majano (1954)
- Il dottor Antonio, regia di Alberto Casella (1954)
- Primo giorno di primavera, regia di Claudio Fino (1955)
- Anche a Chicago nascono le violette, regia di Guglielmo Morandi (1956)
- L'amore deve nascere, regia di Mario Landi (1958)
- L'isola del tesoro, regia di Anton Giulio Majano (1959)
- Vita col padre e con la madre, regia di Daniele D'Anza (1960)
- La New York di O'Henry, regia di Daniele D'Anza (1960)
- Il canto della culla, regia di Roberto Gagliardelli (1960)
- Il caso Maurizius, regia di Anton Giulio Majano (1961)
- Graziella, regia di Mario Ferrero, (1961)
- Una cartina di tornasole, regia di Giancarlo Galassi Beria (1961)
- Il furfantello dell'Ovest, regia di Anton Giulio Majano (1962)
- La bella avventura, regia di Mario Landi (1962)
- Ore disperate, regia di Anton Giulio Majano (1962)
- Il mulino del Po, regia di Sandro Bolchi (1963)
- Notturno a New York, regia di Giuseppe Di Martino (1963)
- Il viaggio, regia di Flaminio Bollini (1963)
- Guai a chi mente, regia di Anton Giulio Majano (1963)
- Biblioteca di Studio Uno: La storia di Rossella O'Hara, regia di Antonello Falqui (1964)
- Questa sera parla Mark Twain, episodio Passaporto per la Russia, regia di Daniele D'Anza (9 maggio 1965)
- Questione di vita, originale televisivo di Francesca Sanvitale, regia di Silverio Blasi (28 novembre 1968)
- Un vuoto di tre ore, regia di Gianfranco Bettetini (1969)
- I fratelli Karamazov, regia di Sandro Bolchi - sceneggiato TV (1969)
- Una pistola in vendita, regia di Vittorio Cottafavi (1970)
- I lupi, regia di Vittorio Cottafavi (1970)
- Come un uragano, regia di Silverio Blasi (1971)
- Bel Ami, regia di Sandro Bolchi - film TV (1979)
- Girotondo, regia di Enzo Muzii - film TV (1985)
- Venezia salvata, regia di Gianfranco De Bosio (1986)
- Una burla riuscita, regia di Sebastiano Giuffrida (1987)
- Avvocati, regia di Giorgio Ferrara - miniserie TV (1997)
- Blackout, episodio della serie Un caso di coscienza, regia di Luigi Perelli (2003)

## Teatro
- Tè e simpatia di Robert Anderson, regia di Luigi Squarzina. Roma, Teatro Valle, 14 dicembre 1955
- Il mago della pioggia, di N. Richard Nash, regia di Guglielmo Morandi. Roma, Teatro delle arti, novembre 1956
- Adorabile Giulia di Marc-Gilbert Sauvajon, regia di Daniele D'Anza (1957)
- L'impresario delle Smirne, di Carlo Goldoni, regia di Luchino Visconti. Venezia, Teatro La Fenice, 31 luglio 1957
- Uno sguardo dal ponte di Arthur Miller, regia di Luchino Visconti. Roma, Teatro Eliseo, 18 gennaio 1958
- J. B., dramma in versi di Archibald Mac Leish, regia di Luigi Squarzina. San Miniato, XII Festival del Teatro, 21 agosto 1958
- Veglia la mia casa, Angelo, adattamento di Ketty Frings dal romanzo di Thomas Wolfe, regia di Luchino Visconti. Roma, Teatro Quirino, 11 ottobre 1958
- I ragazzi della signora Gibbons, di Will Glickman e Joseph Stein, regia di Luchino Visconti. Roma, Teatro Eliseo, 20 dicembre 1958
- Figli d’arte, di Diego Fabbri, regia di Luchino Visconti. Roma, Teatro Eliseo, 1º marzo 1959
- Il grande statista di Thomas Stearns Eliot, regia di Luigi Squarzina. San Miniato, XIII Festival del Teatro, agosto 1959
- Sogno di una notte di mezza estate, di William Shakespeare, regia di Franco Enriquez. Verona, Giardino Giusti, 4 luglio 1962
- La bisbetica domata, di William Shakespeare, regia di Franco Enriquez. Verona, Teatro Romano, 15 luglio 1962
- La buona moglie di Carlo Goldoni, regia di Luca Ronconi, Teatro Verdi, Pisa, 7 dicembre 1963[3]
- La buona moglie di Carlo Goldoni, regia di Luca Ronconi. Roma, Teatro Valle, 11 dicembre 1963
- Sigfrido a Stalingrado, di Luigi Candoni, regia di Giuseppe Di Martino, Teatro Stabile di Firenze, 24 febbraio 1964.
- Le baruffe chiozzotte di Carlo Goldoni, regia di Giorgio Strehler. Milano, Piccolo Teatro, 27 novembre 1964[4]
- Il gioco dei potenti, tratto da Enrico VI di William Shakespeare, regia di Giorgio Strehler, giugno 1965
- Puntila e il suo servo Matti, di Bertolt Brecht, regia di Aldo Trionfo. Torino, Teatro Alfieri, 29 novembre 1970
- Peer Gynt, di Henrik Ibsen, regia di Aldo Trionfo. Asti, Teatro Alfieri, 13 dicembre 1972
- Vita e morte di Re Giovanni, di William Shakespeare, regia di Aldo Trionfo. Torino, Teatro Regio, 12 ottobre 1973
- L'idealista, di Fulvio Tomizza da Martin Kačur, biografia di un idealista' di Ivan Cankar, regia di Francesco Macedonio, Trieste, 1976
- Rabbia, amori e deliri di Platonov, di Anton Čechov, regia di Virginio Puecher, 1979
- Venezia salvata di Thomas Otway, regia di Gianfranco De Bosio (1982)
- L'avventuriero e la cantante di Hugo von Hofmannsthal, regia di Giancarlo Cobelli (1986)
- Giulio Cesare di William Shakespeare, regia di Krzysztof Zanussi (1987)
- Il sogno di Byron di George Byron, regia di Luigi Squarzina (1988)
- Il Vittoriale degli italiani di Tullio Kezich, regia di Mario Missiroli (1990)
- La fionda di Nikolaj Koljada, regia di Norman Viktjuk (1991)
- Chi ha paura di Virginia Woolf? di Edward Albee, regia di Franco Però (1992)
- Re Lear, di William Shakespeare, regia di Luca Ronconi. Roma, Teatro Argentina, 2 agosto 1995
- Don Giovanni e il suo servo di Rocco Familiari, regia di Augusto Zucchi (1996)
- Quer pasticciaccio brutto de via Merulana di Carlo Emilio Gadda, regia di Luca Ronconi. Roma, Teatro Argentina, 20 febbraio 1996
- I fratelli Karamazov di Fëdor Dostoevskij, regia di Luca Ronconi. Roma, Teatro Argentina, 23 gennaio 1998
- Il gabbiano di Anton Čechov, regia di Maurizio Scaparro (1998)
- Un equilibrio delicato di Edward Albee, regia di Mario Missiroli (2001)
- L'amica delle mogli di Luigi Pirandello, regia di Gigi Dall'Aglio (2002)
- Il mercante di Venezia di William Shakespeare, regia di Mario Mattia Giorgetti (2004)
- Visiting Mr. Green di Jeff Baron, adattamento e traduzione di Michela Zaccaria, regia di Mario Mattia Giorgetti (2004)

## Prosa radiofonica
- Vita col padre, tre atti di Howard Lindsay e Russel Crouse, regia di Guglielmo Morandi, trasmessa l'8 novembre 1948.
- L'odissea di Runyon Jones[5], di Norman Corwin, regia di Anton Giulio Majano, trasmessa il 19 febbraio 1949.
- Tragedia anonima, commedia di Gian Francesco Luzi, regia di Guglielmo Morandi, trasmessa il 28 maggio 1949.
- Il mio cliente Curley[6], di Norman Corwin, regia di Anton Giulio Majano, trasmessa il 29 giugno 1949.
- Il signor tic-tac, di Jean Servais, regia di Pietro Masserano Taricco, trasmessa il 9 luglio 1949.
- La torre sul pollaio, di Vittorio Calvino, regia di Anton Giulio Majano, trasmessa il 18 luglio 1949.
- Corpo 6, radiodramma di Gian Domenico Giagni, regia di Guglielmo Morandi (1949)
- I tre doni del vecchio mago, di Luigi Barsotti, da una fiaba di Giambattista Basile, trasmessa il 4 agosto 1949[7].
- Mia cugina Battistina, di Alfio Valdarnini, regia di Anton Giulio Majano, trasmessa il 17 dicembre 1949.
- Piccolo alpino, dall'omonimo romanzo di Salvator Gotta, adattamento e regia di Alberto Casella, trasmessa dal 10 al 26 gennaio 1950.
- Le avventure della squadra di stoppa, dall'omonimo romanzo di Emilio De Martino, adattamento e regia di Alberto Casella, trasmessa dal 9 maggio al 1º giugno 1950.
- La notte di Bertil, di Gian Domenico Giagni, regia di Franco Rossi, trasmessa il 27 luglio 1950.
- Il ritorno del figlio prodigo, di André Gide, regia di Corrado Pavolini, trasmessa il 25 ottobre 1950.
- Un uomo da niente, di Antonio Conti, regia di Alberto Casella, trasmessa il 11 marzo 1951.
- Ricordo la mamma, di John Van Druten, regia di Anton Giulio Majano, trasmesso il 18 ottobre 1951.
- Solitudine estrema, di Gian Francesco Luzi, regia di Guglielmo Morandi, trasmesso il 19 ottobre 1951.
- Giuda, di Alberto Perrini, regia di Guglielmo Morandi, trasmessa il 17 gennaio 1952.
- Pattini d'argento, dall'omonimo romanzo di Mary Mapes Dodge, adattamento di Gian Domenico Giagni, regia di Alberto Casella, trasmessa dal 31 gennaio al 21 febbraio 1952.
- Mio figlio ha un grande avvenire, radiodramma di Alberto Casella, regia di Alberto Casella, trasmessa il 7 agosto 1952.
- Lo scapolo, di Ivan Turgenev, regia di Pietro Masserano Taricco, trasmessa il 20 gennaio 1953.
- I due sergenti di Maillard e D'Aubigny, regia di Alberto Casella, trasmesso il 10 febbraio 1953.
- Faust di Wolfgang Goethe, adattamento di Bonaventura Tecchi e Vito Pandolfi, regia di Corrado Pavolini, 14 e 16 ottobre 1953.
- La tragedia di Riccardo III, di William Shakespeare, regia di Pietro Masserano Taricco, trasmessa il 23 dicembre 1953.
- Pel di carota, di Jules Renard, regia di Anton Giulio Majano, trasmessa il 18 febbraio 1954.
- Vita col padre, tre atti di Howard Lindsay e Russel Crouse, trasmessa il 19 aprile 1954.
- Aspettando Godot, di Samuel Beckett, regia di Pietro Masserano Taricco, trasmessa il 28 maggio 1954.
- Teeteto, di Platone, a cura di Enzo Paci, regia di Pietro Masserano Taricco, trasmessa il 16 giugno 1954.
- Bellinda e il mostro, di Bruno Cicognani, regia di Umberto Benedetto, trasmessa il 1º febbraio 1955.
- L'arpa d'erba, di Truman Capote, regia di Anton Giulio Majano, trasmessa il 26 febbraio 1956.
- Re Enrico VI, di William Shakespeare, regia di Guglielmo Morandi,trasmessa il 15 giugno 1956.
- Riccardo III di Shakespeare, regia di Pietro Masserano Taricco, trasmessa il 26 giugno 1956.
- Capitano dopo Dio, di Jan de Hartog, regia di Pietro Masserano Taricco, trasmessa il 16 ottobre 1956.
- Il mago della pioggia, di N. Richard Nash[8], regia di Guglielmo Morandi, trasmessa il 6 maggio 1957.
- Il cadetto Winslow, di Terence Rattigan, regia di Anton Giulio Majano, trasmessa il 1º ottobre 1957.
- Il furfantello dell'Ovest, di John Millington Synge, regia di Anton Giulio Majano, trasmessa il 27 novembre 1957.
- Le anime morte, dall'omonimo romanzo di Nikolaj Vasil'evič Gogol', adattamento di Marco Visconti, regia di Pietro Masserano Taricco, trasmessa il 7 agosto 1958.
- La famiglia Cherry, di Robert Bolt, regia di Guglielmo Morandi, trasmessa il 27 gennaio 1959.
- Il grande statista, di Thomas Stearns Eliot, regia di Luigi Squarzina, trasmessa il 2 settembre 1959.
- Mariana Pineda, di Federico García Lorca, regia di Giorgio Bandini, trasmessa il 17 febbraio 1960.
- Il marescalco, di Pietro Aretino, regia di Giorgio Bandini, trasmessa l'11 maggio 1960.
- Dolcemente, un radioamatore, di Pier Benedetto Bertoli[9], regia di Nino Meloni, trasmessa il 13 ottobre 1960.
- Le notti dell'anima, di Turi Vasile, regia di Enrico Colosimo, trasmessa il 14 febbraio 1967.
- Un'eredità e la sua storia, di Julian Mitchell, dal romanzo omonimo di Ivy Compton-Burnett, regia di Giorgio Bandini, trasmessa il 10 luglio 1967.
- Margherita Pusterla, dal romanzo omonimo di Cesare Cantù, riduzione e adattamento di Alfio Valdarnini, regia di Carlo Di Stefano, trasmessa dal 7 al 25 agosto 1967.
- Peer Gynt, di Henrik Ibsen, musiche di Edvard Grieg, regia di Sandro Bolchi, trasmessa il 2 luglio 1971.

## Doppiaggio
- Dean Stockwell in Il giardino segreto, Kim
- Bobby Driscoll in La finestra socchiusa, Duello di spie
- Terence Hill in Vacanze col gangster
- Joey Walsh in Il favoloso Andersen
- Tommy Ivo in L'oro maledetto
- Robert Arthur in Femmina contesa
- Richard Beymer in Stazione Termini
- Bobby Van in Baciami, Kate!
- Vic Morrow in Il seme della violenza, La legge del capestro, Uomini in guerra
- Earl Holliman in Il gigante
- Rod Taylor in Mondo senza fine
- Eliot Feld in West Side Story
- Erland Josephson in Scene da un matrimonio, Il giorno prima
- Fabio Testi in Addio fratello crudele, L'eredità Ferramonti
- Gérard Depardieu in Una pura formalità
- Niall O'Brien in La leggenda del pianista sull'oceano
- Helmut Berger in La belva col mitra
- Tomas Milian in Boccaccio '70
- Eugene Persson in La vendetta del ragno nero
- Roddy McDowall in Torna a casa, Lassie!
- Dickie Jones in Partita d'azzardo
- Maurice Tauzin in L'eterna armonia
- Joe Dallesandro in Je t'aime moi mon plus
- Darryl Hickman in Tè e simpatia
- Jon Finch in Riccardo II
- Sam Edwards in Lo squalo tonante
- Cain Mason in Rivolta a Fort Laramie
- Christopher Severn in Fra le tue braccia
- Tommy Moore in Il cavaliere del mistero
- Edd Byrnes in La guida indiana
- Peter Pan in Le avventure di Peter Pan (ed. 1953)

## Doppiatori italiani
- Massimo Turci in Erode il Grande, Guardatele ma non toccatele
- Ferruccio Amendola in Ancora una volta prima di lasciarci
- Pino Locchi in Anna, quel particolare piacere
- Natalino Libralesso in La minorenne
- Angelo Nicotra in 'O re

## Discografia parziale

### Album
- 1969 – Pianeta pericoloso con Antonio Virgilio Savona

### Singoli
- 1962 – La signora delle Camelie (Compagnia Internazionale del Disco, PA 9011) con Eleonora Rossi Drago
- 1971 – Una lettera/Corale (Le Rotonde di Garlasco, ROT NP 1159)